# Rosemarie Allers

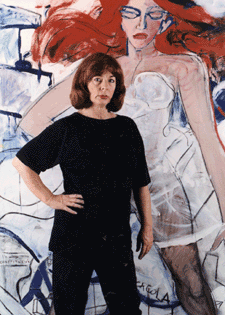
Rosemarie Allers

Rosemarie Allers es una pintora argentina nacida y radicada en Buenos Aires. En la década del '60 trabajó como modelo y actriz y luego de varios años fuera del ojo público, a fines de los '80 comenzó a exponer sus pinturas. Es reconocida como una de las artistas plásticas argentinas más importantes.
En sus obras explora dimensiones de la femeneidad y la relación mujer-hombre en el mundo contemporáneo. Generalmente pinta con óleos y sobre telas de gran tamaño. Ha realizado 46 exposiciones individuales en Argentina, América del Sur y del Norte, Europa y Asia.

## Biografía

### Comienzos
Descendiente de alemanes, nació en Buenos Aires y vivió su infancia en Córdoba. En su juventud estudia dibujo y pintura y también escultura con el escultor Horacio Suárez. En 1960 es seleccionada Miss Argentina y compite en el certamen de Miss Universo en Miami, Estados Unidos. En paralelo estudia artes escénicas en el Conservatorio Nacional de Música y Arte Escénico (actualmente parte de la Universidad Nacional de las Artes (UNA)) y con la actriz y maestra Hedy Krilla. Participa de películas y obras de teatro y se desempeña como modelo publicitaria de marcas como Pepsi y Jean Cartier. Realiza una gira de teatro por Latinoamérica, representando obras de teatro en español y alemán. Posteriormente contrae matrimonio y dedica algunos años al cuidado de su familia.

### Trayectoria como pintora
Durante la década del '80 asiste a talleres de prestigiosos pintores (Jorge Demirjian, Clelia Speroni, Omar Tegaldo, Cristina Santander) y comienza a desarrollar su técnica, estilo y temáticas, que reconoce que están muy marcadas por su experiencia como actriz. Además, realiza estudios de Teoría e Historia del Arte.
En 1988 comienza a exponer su pintura en Buenos Aires y Uruguay. En Buenos Aires expuso en importantes espacios como Galería Tema (1991, 1994), Palais de Glace (1995, 2002), Centro Cultural Recoleta (1996, 2005, 2011) y Arcimboldo (1994, 2014). Ha realizado muestras individuales también en Museos de Bellas Artes y Centros Culturales de numerosas ciudades del interior del país, como el Museo Provincial de Bellas Artes "Rosa Galisteo de Rodríguez" (Santa Fe), Museo Provincial de Bellas Artes "Emilio Caraffa" y Museo "Genaro Pérez" (Córdoba), Museo de Arte Contemporáneo Latinoamericano de La Plata (MACLA), Museo de Arte Contemporáneo (MAC) de Salta, entre otros.
En 1996 participa como artista invitada por la Marlborough Gallery en el Prix International d'Art Contemporain de Montecarlo, Mónaco, representando a la Argentina y obteniendo el segundo premio con su cuadro titulado "El abrazo", y es invitada nuevamente al año siguiente. Posteriormente realiza importantes exposiciones en Tokio y Fukuoka, Japón, estando entre la veintena de consagrados artistas argentinos que mostraron sus obras en dicho país. Para este momento es una artista consagrada y por esos años expone también en Brasil, Estados Unidos y Chile. En 2001 realiza sendas exposiciones individuales en Roma (Italia), invitada por el escultor Ugo Attardi, Utrecht (Holanda) y ciudades argentinas, y en 2003 en Potsdam (Alemania), ciudad que la invita nuevamente al año siguiente para que regale su cuadro "Halcón". En su sitio web indica que este cuadro representó para ellos una imagen del Águila Prusiano, simbolizando ‘un águila prusiana femenino, ¡por primera vez!’. Fue colgado en la Casa de Gobierno: ‘para siempre, y en un lugar prominente’, como prometió el Gobernador de Potsdam. En 2005 es incluida en la selección oficial de la Biennale internazionale dell'arte contemporanea de Florencia (Italia).
En 2006 en Buenos Aires y en 2007 en New York participa de la muestra denominada "Fuerza Argentinos", junto a Diana Dowek, Marta Minujín y Erik Adriaan Van Der Grijn, con importante reconocimiento de la crítica especializada. A partir de entonces ha realizado exposiciones en el interior de Argentina y en Barcelona, España.
A lo largo de su carrera ha sido seleccionada y premiada en diversos salones y premios nacionales e internacionales, como Premio Sulmona (Italia, 2001), Premio Internacional de Arte Contemporáneo (Mónaco; 1996-1997), Salón Nacional de Artes Visuales (1997, 1999, 2004), Salón Municipal Manuel Belgrano (1994, 2005, 2007) y Salón Anual Nacional de Santa Fe (2008, 2010), entre otros. Rosemarie Allers cuenta a 2018 con 46 exposiciones individuales y más de 80 muestras colectivas, salones nacionales e internacionales, ferias, bienales, etc. Poseen obras suyas coleccionistas en Argentina, Uruguay, Ecuador, Colombia, Francia, Japón, Estados Unidos, Italia, Chile, Bélgica, Rusia, España y Canadá.

## Estilo
Allers se reconoce como expresionista y retrata escenas centradas generalmente en torno a la figura femenina y su relación con el sexo opuesto, los estereotipos de género, los roles asignados en la sociedad y situaciones cotidianas de soledad y autoafirmación. Muchas de sus obras retratan situaciones incómodas, oscuras y hasta violentas, que ponen en tensión la sensualidad con la agresividad, aunque siempre con sentido del humor. Se ha destacado su capacidad para representar acciones de sus personajes sobre la tela con gran audacidad y potencia expresiva en los gestos y movimientos, lo cual ella relaciona con su experiencia teatral y su interés por observar el comportamiento de las personas en la calle y lugares públicos. La mayor parte de sus obras son óleos sobre telas de gran tamaño, pero ha trabajado también con acrílicos. Dos técnicas que ha incorporado crecientemente con los años es la carbonilla, para resaltar las ilustraciones, y el marcado de la pintura con elementos punzantes (como el fondo del pincel) para revelar el fondo de la tela o colores en planos inferiores. Cita a Picasso y a Kandinsky como influencias. Su trabajo despertó gran interés en figuras de la talla como Ugo Attardi y Pierre Restany.
Ha pasado por diversos períodos, siendo sus primeros cuadros más realistas, coloridos y de tamaño mediano, para luego pasar a grandes mujeres en telas de enormes dimensiones, luego una etapa de mujeres ave y mujeres insecto, con una paleta más cargada de negro. A comienzos del nuevo milenio aumenta su abstracción de figuras y juego con la animalización de los personajes, así como aumenta la presencia de la carbonilla para reforzar las ilustraciones. Posteriormente comienza a simplificar la paleta de colores y realizar trabajos más planos, aunque siempre conservando la expresividad de las escenas complejas.
En palabras de la crítica Nelly Perazzo, "Para presentar, a su manera, el mundo sofisticado y perverso del erotismo contemporáneo, Rosemarie Allers utiliza una pintura violenta, aparentemente espontánea pero muy elaborada. En vigorosa actitud expresionista, contrapone fondo y figura sin destruir su mutuo protagonismo. Las manchas son tan tempestuosas que necesitan la superposición del esgrafiado para que las formas no se pierdan en la impetuosidad del gesto. Ese grafismo también juega a contracanto, como un coro a dos voces. (...) Exacerbación casi romántica, al fin, ese desnudamiento, ese desocultar entretelones oscuros, pero también mirada aguda, analítica, penetrante de una artista que no hace concesiones."